# Société française de fabrication de bébés et jouets

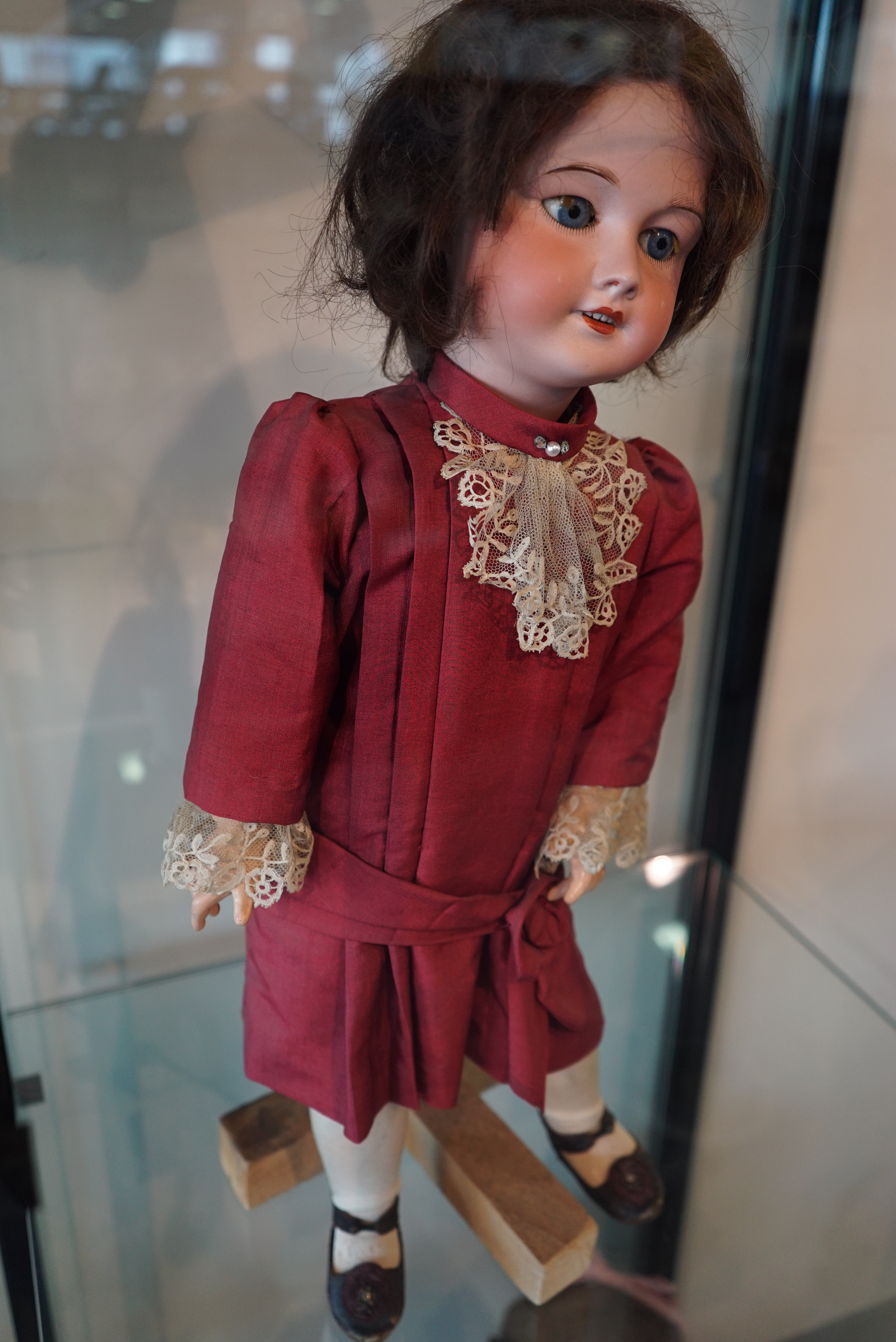
Poupée bleuette présent lors d'une exposition à la médiathèque Falala.

La Société Française de Fabrication de Bébés et Jouets (S.F.B.J.) est une société de fabrication de jouets créée en 1899. La S.F.B.J. a produit la poupée Bleuette lors du lancement de la Semaine de Suzette en 1905.